# لندن فليتشير
لندن فليتشير (بالإنجليزية: London Fletcher)‏ هو لاعب كرة قدم أمريكية أمريكي، ولد في 19 مايو 1975 في كليفلاند في الولايات المتحدة.

## وصلات خارجية
- لندن فليتشير على موقع كلية كرة السلة في سبورتس رفرنس.كوم (الإنجليزية)
- لندن فليتشير على موقع مرجع كرة القدم المحترفة.كوم (الإنجليزية)